# Viața invizibilă a lui Addie LaRue
Viața invizibilă a lui Addie LaRue este un roman fantastic a autoarei americane VE Schwab . A fost publicat de Tor Books în data de 6 octombrie 2020.  Povestea urmărește o tânără franțuzoaică în anul 1714 care face o înțelegere cu Întunericul făcând-o nemuritoare, dar o blestemă pentru a fi uitată de toți cei pe care îi întâlnește. A fost apreciat și nominalizat la premiul Locus 2021 pentru cel mai bun roman fantastic .

## Plot
Povestea alternează armonios între prezentul din New York City și o serie de amintiri care urmăresc parcursul lui Addie, din copilăria sa petrecută în Franța până la călătoriile sale prin lume și martoră la marile evenimente ale istoriei. Această împletire a timpului oferă o perspectivă amplă asupra existenței ei, surprinzând atât frumusețea efemeră a prezentului, cât și ecoul amintirilor care definesc veacurile pe care le-a străbătut.
Acțiunea se petrece la începutul anilor 1700 și o urmărește pe Addie, o tânără femeie împovărată de o căsătorie impusă de familie. Disperată să scape de acest destin, ea se roagă zeilor pentru libertate. Fără să-și dea seama, atrage atenția unei divinități a nopții, pe care mai târziu o va numi Luc. Acest zeu îi oferă timpul dorit, dar cu un preț: nimeni nu își va aminti de ea după ce o va întâlni.
Pe măsură ce trec anii, Addie își găsește propria modalitate de a lăsa o urmă asupra lumii, chiar dacă oamenii nu își amintesc de ea în mod direct. Influențează subtil viețile celor pe care îi întâlnește, inspirând artiști, muzicieni și scriitori. De-a lungul timpului, devine muza unor opere de artă și cântece, lăsându-și astfel amprenta asupra istoriei, chiar și în anonimat.
Luc o vizitează în fiecare an după ce încheie pactul, cerându-i sufletul, însă Addie refuză de fiecare dată. Pe măsură ce trece timpul, între cei doi se dezvoltă o relație complicată, marcată de momente de apropiere și provocări reciproce. Relația lor se întinde pe o perioadă de aproximativ două decenii, timp în care Luc și Addie oscilează între atracție și resentimente.
Totul se sfârșește brusc atunci când Luc îi cere din nou să-și predea sufletul. Addie, ajunsă la o înțelegere mai profundă asupra situației, realizează că întreaga lor legătură nu a fost decât o stratagemă din partea zeului pentru a o face să cedeze. Decepționată și furioasă, ea refuză, punând capăt relației lor.
În anul 2014, Addie îl întâlnește pe Henry Strauss, un bărbat care, în mod inexplicabil, o poate ține minte și îi poate rosti numele. Între cei doi se naște o legătură profundă, care se transformă treptat într-o poveste de dragoste. Însă, armonia lor este umbrită de o descoperire tulburătoare: Addie află că Henry mai are doar 35 de zile de trăit, acesta fiind prețul pactului pe care l-a încheiat cu Luc.
Copleșit de presiunile familiale care apăsau greu asupra sa, Henry se simțea prins într-o existență lipsită de direcție. O cerere în căsătorie eșuată l-a împins spre disperare, determinându-l să încerce să-și curme viața. În acel moment de cumpănă, Luc i-a apărut și i-a oferit o soluție: de fiecare dată când cineva îl privea, vedea în el ceea ce își dorea cel mai mult. Această binecuvântare—sau blestem—i-a permis lui Henry să își amintească de Addie, împlinindu-i astfel dorința ca, măcar o dată, cineva să nu o uite.
Când momentul morții lui Henry se apropie, Addie încheie un nou pact cu Luc, care între timp dezvoltase sentimente reale pentru ea. De data aceasta, ea îi propune un târg: va merge de bunăvoie cu el dacă îi permite lui Henry să trăiască.

Doi ani mai târziu, în timp ce se află într-o librărie din Londra, Addie descoperă o carte intitulată Viața invizibilă a lui Addie LaRue. Cu toate că numele autorului lipsește, ea își dă seama imediat că este opera lui Henry atunci când citește dedicația de pe prima pagină: „Îmi amintesc de tine.”
Luc, care îi stă alături, nu pare deranjat de faptul că povestea ei a fost spusă lumii întregi. Zâmbind enigmatic, îi spune că nu are nicio problemă ca toată lumea să îi cunoască viața, atâta timp cât ea rămâne în posesia lui.Luc acceptă oferta, iar câteva zile mai târziu, vine să o ia, respectând înțelegerea. Henry, salvat, rămâne în urmă sfâșiat de durere, neputincios în fața sacrificiului pe care Addie l-a făcut pentru el.
Cei doi părăsesc librăria împreună, iar Addie își face o promisiune în sinea ei: indiferent cât timp îi va lua, va găsi o cale să-l facă pe Luc să o urască din nou, așa cum a făcut-o odinioară. Știe că doar astfel el o va alunga de bunăvoie, oferindu-i șansa de a-și recâștiga, într-un final, libertatea.

## Preluare
Viața invizibilă a lui Addie LaRue a fost prezentă pe lista New York Times Best Seller timp de 37 de săptămâni consecutive, până în iulie 2021. Potrivit site-ului Book Marks, romanul a primit un consens extrem de favorabil, bazat pe recenziile a șaisprezece critici: unsprezece dintre aceștia au oferit recenzii entuziaste, iar cinci au fost pozitive.
Caitlyn Paxson, într-o recenzie pentru NPR, evidențiază complexitatea tematică a romanului, remarcând în special modul în care arta servește drept mijloc prin care protagonista încearcă să-și lase amprenta asupra lumii. Ea subliniază simbolismul celor „șapte pistrui caracteristici” ai lui Addie și modul în care aceasta încearcă să se imprime în memoria artiștilor, creând „impresii fugitive ale unei nemuritoare uitate”. Paxson argumentează că aceste elemente contribuie la un sentiment profund de urgență și melancolie, reflectând dorința protagonistului de a fi reținută în conștiința colectivă într-un mod tangibil și profund emoțional.
Kirkus Reviews caracterizează romanul drept „o poveste fermecătoare”, remarcând atât structura narativă meticulos construită, cât și capacitatea textului de a captiva cititorii printr-o atmosferă bogată și enigmatică. Recenzia subliniază puterea evocativă a romanului, evidențiind complexitatea sa tematică și stilistică.
Într-o analiză pentru The Washington Post, Ellen Morton califică romanul drept un „tour de force”, apreciind coerența narativă, dimensiunea sa meditativă și maniera în care explorează problematici legate de identitate. Morton evidențiază, de asemenea, modul în care romanul menține un echilibru între introspecția profundă și un ritm narativ antrenant, consolidând astfel impactul său literar.
Megan Kallstrom, în recenzia sa pentru Slate, subliniază atenția detaliată cu care este construită povestea, evidențiind în mod special modul în care fiecare element contribuie la complexitatea narațiunii. În încheierea analizei, Kallstrom formulează o reflecție metaforică: „Asemenea celor șapte pistrui care presară fața lui Addie, ne creăm propriile constelații, iar pe măsură ce trăim prin aceste zile întunecate, mă simt mai luminoasă pentru că am adăugat-o pe Addie în constelația mea.”
Această concluzie sugerează nu doar impactul profund al personajului asupra cititorului, ci și modul în care literatura poate funcționa ca un instrument de auto-reflecție, contribuind la construirea unui sens personal de lumină și speranță în fața adversităților. 

## Adaptare ecranizată
În noiembrie 2021, a fost anunțat faptul că eOne plănuiește realizarea unei ecranizări a romanului. Se raportează că V.E. Schwab a redactat primele schițe ale scenariului, pe care ulterior le-a predat cuplului format din Augustine Frizzell și David Lowery; primul dintre aceștia din urmă intenționează, de asemenea, să regizeze filmul. Alan Siegel, Danielle Robinson, Gerard Butler și V.E. Schwab vor fi implicați în calitate de producători ai proiectului.
1. ↑  „See the starry cover for V.E. Schwab's 'The Invisible Life of Addie LaRue'”. EW.com (în engleză). Accesat în 19 iunie 2021.
2. ↑  Kallstrom, Megan (6 octombrie 2020). „In The Invisible Life of Addie LaRue, Isolation Is a Curse. Literally”. Slate Magazine (în engleză). Accesat în 19 iunie 2021.